# 桃林軒
桃林軒（とうりんけん）は山梨県都留市にある松尾芭蕉が滞在したとされる寓居（ぐうきょ）。

## 概要
天和天和2年（1682年）江戸の大火によって芭蕉庵が焼かれた。天和3年（1683年）正月半ば、俳諧の弟子・秋元家の国家老高山麋塒が芭蕉に甲斐入峡を勧めた。その後、髙山傳右門家の東方の山裾に位置する薬師堂前の屋敷の離れに滞在した。この離れを桃林軒と名づけていた。

## 句碑
平成16年5月建立。
天保3年（1683）夏に開かれた連句会での芭蕉の句と、その句に応じた麋塒（谷村藩の国家老髙山傅右衛門繁文の俳号）の句が記されている。
裏面には、楠本六男（当時都留文科大学教授）によるこの句の解説が記されている。
裏面の説明によると、この句碑は都留市俳句連盟の創立40周年を迎えるに当たり、平成24年11月に建立された。
この句は、江戸時代の俳書「芭蕉翁句解参考」に芭蕉作として掲載されているものである。
加えて、句の意味も書かれている。

## 交通アクセス
富士急行線谷村町駅から徒歩8分